# Sant Julià de Lliçà d'Amunt
Sant Julià de Lliçà d'Amunt és l'església romànica parroquial del poble de Lliçà d'Amunt, pertanyent al terme municipal del mateix nom, al Vallès Oriental. És en el punt més enlairat de Lliçà d'Amunt, a la zona centra-occidental del petit nucli urbà d'aquest poble. És a migdia de Can Puig, a llevant de Can Molet i a ponent de l'Aliança.

## Història
La parròquia de Sant Julià de Lliçà d'Amunt és esmentada per primer cop al 946, quan Sendred i la seva dona Elisabet donen a Sant Cugat el seu alou a Palau d'Àries, entre Lliçà d'Avall ("Licano subterior"), Perafita (un lloc no gaire precís entre Granollers i la Roca) i Sant Julià de Lliçà d'Amunt.
L'any 1059 fou integrada a la Baronia de Montbui que inicialment depenia de Gombau de Besora i després va passar als vescomtes de Barcelona fins que va passar, el 1204, a dependre del bisbe de Barcelona. Fou aquest qui, a mitjan segle xii, la cedí al monestir de Sant Miquel del Fai, que va exercir el dret de presentació fins al segle xviii.
L'edifici actual conserva part de l'obra primitiva del s. XI, de tipus romànic. L'església es va començar a ampliar el s. XV, però les obres més importants es van realitzar el s. XVI: capelles de Sant Abdó i Sant Senén (1563) i la Sant Jacint (1600). El campanar és del s. XVI, però hi ha algun indici que el cos inferior és del s. XV. La barana superior és de 1710. L'any 1725 es van realitzar altres reformes. El cor es va construir a principis del s.XVI i la capella lateral es va construir el 1600.

## Arquitectura
Edifici de tres naus, la central coberta amb volta apuntada i separada de les laterals per dos arcs de dues columnes. Absis semicircular cobert amb volta de mitja taronja, l'arc triomfal de mig punt. Al s. XVI es van afegir les capelles laterals. Del mateix temps és el campanar i el portal. La portada és rectangular i coronada per un frontó en forma de venera i representacions de caps esculpits. El campanar és una torre de dos cossos. El primer de paredat i el segon de carreus on s'obren arc apuntats, balustrada i gàrgoles. Mènsules situades a la nau lateral de la dreta, en el vèrtex de la volta d'aresta. En una d'elles es representa la figura d'un àngel fins a mig cos, a l'altra hi ha la representació d'un animal amb unes grans banyes corbades, i també la figura d'un àngel. Cal remarcar la decoració escultòrica d'elements arquitectònics a tot l'edifici: capitells decorats amb motius vegetals, clau de volta en el sotacor on es representa el colom de l'esperit sant, i els caparrons que apareixen a la portada.
D'origen romànic, comprovable no solament per ésser citada en documents sinó per les restes clares de romànic, fins i tot, de preromànic: finestres de l'absis decorades exteriorment amb elements de corda i de característiques pròpies del segle x. Segurament era més petita que ara: una sola nau de dos trams i l'absis. Al principi del segle xv, es va fer una primera reforma consistent a dotar-la de dues naus laterals. Al principi del segle següent es va fer una nova ampliació clarament renaixentista, sobretot visible en la porta. Se li va afegir un tram als peus (aleshores devia desaparèixer la portalada romànica) i el campanar. Un segle més tard es va ampliar pel cantó de migdia, i finalment el 1946 es va allargar notablement, desplaçant l'absis a llevant, tot aprofitant els elements antics, i construint al costat sud la sagristia. També en aquest última reforma es van substituir els pilars que separaven les naus per unes lleugeres columnes que oferien menys dificultats visuals.